# Amfiktionia Delficka
Amfiktionia Delficka, Związek Delficko-Termopilski (gr. Δελφική Αμφικτυονία) – najbardziej znana spośród amfiktionii istniejących w starożytnej Grecji.
Elementem spajającym należące do związku poleis był kult boga Apollina i bogini Demeter. Zjazdy związku odbywały się dwa razy do roku przy okazji świąt religijnych – wiosną w świątyni Demeter w Anteli w pobliżu Termopil i jesienią w świątyni Apollina w Delfach.
Najważniejszymi urzędnikami Związku byli „hieromnemoni” (lp. hieromnemones 'pamiętający o świętościach’) – po dwóch z każdej z 12 polis członkowskich. Byli oni powoływani na jeden rok. Ich kompetencje obejmowały przedstawicielstwo swoich polis w zgromadzeniu Związku, a z drugiej strony mieli za zadanie wymuszać na swoich macierzystych miastach poszanowanie zasad obowiązujących w związku, przede wszystkim pokoju absolutnego (hieromenii, gr. ἱερομηνίᾳ).
Członkowie Związku poza okresem hieromenii mogli toczyć między sobą wojny, jednak obowiązywały ich następujące zasady:
- zakaz burzenia murów miejskich,
- zakaz odcinania dopływu wody lub zatruwania jej,
- obowiązek zbiorowego odwetu na polis, która naruszała jedną z dwóch poprzednich zasad. Zobowiązywali się także strzec wyroczni przed zbezczeszczeniem i rabunkiem[1].

Egzekwowanie przestrzegania tych zasad należało do dygnitarzy zwanych pilagorami. Ich liczba nie była ograniczona. W przypadku profanacji świątyni, członkom przysługiwało także prawo nadzoru wojskowego wobec profana.
Rada amfiktionii organizowała igrzyska pytyjskie, dysponowała dobrami świątyni w Delfach i broniła interesów boga, zarządzając rozpoczęcie świętych wojen przeciw sąsiednim ludom, które nastawały na dobra sanktuarium. Z drugiej strony związek panhelleński, jakim była amfiktionia, starał się niejednokrotnie zażegnać kłótnie między państwami i rozwiązywać spory na drodze pokojowej. Organem rozjemczym, a w razie potrzeby także wydającym uzasadnienia dla interwencji wewnątrz jednej z polis członkowskich, była wyrocznia w Delfach.
Funkcje administracyjno-skarbowe pełnili początkowo kapłani z obu świątyń, z czasem jednak wprowadzono specjalny fundusz i obowiązkowe składki na utrzymanie miejsc kultu.
Po bitwie pod Cheroneą amfiktionia wyemitowała monetę, jedyną jaka miała charakter panhelleński i stanowiła symbol jedności Greków.